# Carl Hermann Schmolze

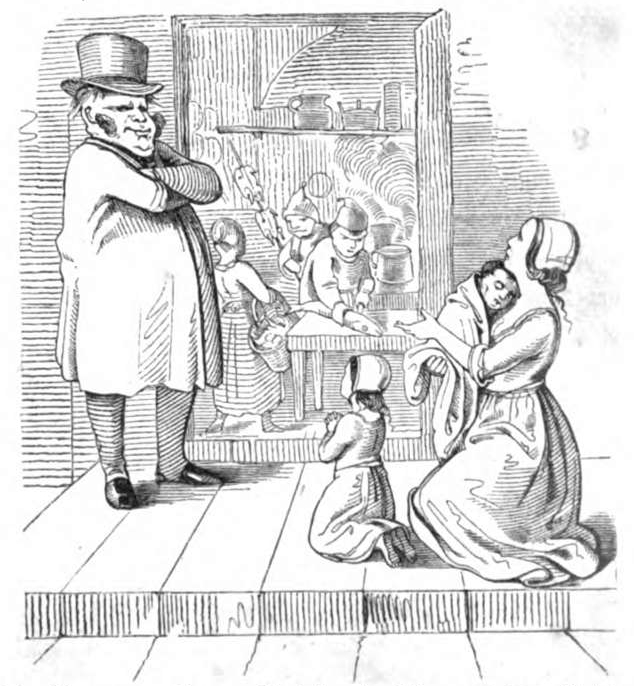
Eine englische Geschichte In: Fliegende Blätter, 1845

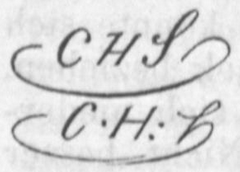
Monogramme von Carl Hermann Schmolze

Carl Hermann Schmolze, auch Carl Heinrich Schmolze oder Schmolzé (* 11. April 1823 in Zweibrücken; † 31. Juli 1859 in Philadelphia), war ein deutscher Genremaler, Illustrator und Dichter demokratischer Gesinnung.

## Leben
Schmolze, Sohn eines königlichen Notars, machte zunächst eine dreijährige Lehre bei einem Maler in Metz und studierte ab dem 24. Oktober 1840 Malerei an der Königlichen Akademie der Künste in München. In München wurde er auch ab deren erstem Jahrgang 1845 Mitarbeiter der Fliegenden Blätter. Schmolze schuf zusammen mit Carl Stauber Illustrationen zu Hebels Schatzkästlein des rheinischen Hausfreundes (Cotta, Stuttgart 1846). Er war 1848 Mitbegründer der demokratischen Satirezeitschrift Leuchtkugeln.
Er beteiligte sich aktiv an der Revolution von 1848/49. 1848 wurde er Mitglied des Künstler-Freikorps in München, anschließend tat er sich in seiner Heimat in der Pfalz hervor. 1849 musste er emigrieren und ging über Paris nach London, studierte ein Jahr an der Kunstakademie in Antwerpen, wanderte nach den Vereinigten Staaten aus und ließ sich in Philadelphia nieder. Hier gründete er einen Deutschen Künstler-Verein und schrieb und zeichnete für demokratische Zeitschriften. Er starb im Alter von 36 Jahren.